# Samar Salah
Samar Salah es una deportista egipcia que compitió en judo. Ganó dos medallas en el Campeonato Africano de Judo, en los años 2009 y 2011.

## Palmarés internacional
| Campeonato Africano | Campeonato Africano     | Campeonato Africano | Campeonato Africano |
| Año                 | Lugar                   | Medalla             | Categoría           |
| ------------------- | ----------------------- | ------------------- | ------------------- |
| 2009                | Puerto Louis (Mauricio) | Medalla de plata    | –78 kg              |
| 2011                | Dakar (Senegal)         | Medalla de bronce   | –70 kg              |